# Divisions administratives de la république du Haut-Karabagh

Régions de la République du Haut-Karabagh : 1. Martakert ; 2. Askeran ; 3. Stepanakert ; 4. Martouni ; 5. Chouchi ; 6. Hadrout ; 7. Chahoumian ; 8. Kashatagh
Note : les régions hachurées verticalement sont celles qui sont sous le contrôle des forces militaires arméniennes hors de l'ancien oblast autonome du Haut-Karabagh (OAHK). Les régions hachurées horizontalement représentent celles du OAHK qui sont revendiquées par le Haut-Karabagh ou les régions revendiquées qui sont restées sous contrôle azerbaïdjanais.

La République du Haut-Karabagh était organisée en huit divisions administratives. De ces dernières, sept étaient des régions ; Stepanakert, la capitale du pays, était une ville dotée d'un statut spécial.
À l'issue de la guerre de 2020, la République du Haut-Karabagh a perdu les trois quarts des territoires qui étaient sous son contrôle, ne contrôlant plus que 4 388 kilomètres carrés, ayant rétrocédé environ 7 000 kilomètres carrés de terres à l'Azerbaïdjan. L'Azerbaïdjan a reconquis l'intégralité des régions de Hadrout, Chahoumian et celle de Kashatagh, ainsi que la totalité des territoires azéris situés en dehors de l'ancien oblast autonome du Haut-Karabagh (Kashatagh étant située intégralement dans cette zone).

## Divisions administratives

Divisions administratives de 2021 à 2023

| Région      | Population (2010) | Superficie (km²) | Densité  |
| ----------- | ----------------- | ---------------- | -------- |
| Stepanakert | 52 300            | 25,7             | 2 035,02 |
| Askeran     | 17 700            | 1 196,3          | 14,8     |
| Hadrout     | 12 400            | 1 876,8          | 6,61     |
| Martakert   | 19 600            | 1 795,1          | 10,92    |
| Martouni    | 23 500            | 951,1            | 24,71    |
| Chahoumian  | 3 000             | 1 829,8          | 1,64     |
| Chouchi     | 5 100             | 381,3            | 13,38    |
| Kashatagh   | 7 800             | 3 376,6          | 2,31     |